# Tetreuaresta platypteryx
Tetreuaresta platypteryx es una especie de insecto del género Tetreuaresta de la familia Tephritidae del orden Diptera.

## Historia
Erich Martin Hering la describió científicamente por primera vez en el año 1940.